# Frovina indecora
Frovina indecora is een slakkensoort uit de familie van de Zerotulidae. De wetenschappelijke naam van de soort is voor het eerst geldig gepubliceerd in 1912 door Thiele.